# 牛肉崎
牛肉崎，是臺灣臺南市東山區的一個傳統地域名稱，位於該區中部略偏西南，並向南延伸至邊界。相較於今日行政區，其範圍大致包括林安里不含東北部及西北端及東南端、嶺南里北部凸出部分的西北部、水雲里不含北端、南溪里東南端及東部邊界地帶中北側一小段。
本地區境內主要聚落為牛肉崎、尪仔上天、外滴水、內滴水、番仔厝、土地公崎。

## 歷史
台灣日治初期，牛肉崎地區為一街庄，稱為「牛肉崎庄」（舊制街庄），隸屬於哆囉嘓東頂堡。該庄昔日西北與番仔嶺庄為鄰，東北及東與前大埔庄為鄰，南邊為果毅後庄，西南邊為二重溪庄。
1901年（日治明治三十四年）11月11日，全台廢縣廳改設二十廳，該庄隸屬於鹽水港廳。1904年（明治三十七年）4月1日，該庄編入「前大埔區」，隸屬於鹽水港廳。1906年（明治三十九年）4月1日，鹽水港廳內管轄區域調整，該庄仍隸屬於「前大埔區」。1909年（明治四十二年）10月25日，全台合併二十廳為十二廳，前大埔區改隸屬於嘉義廳。1920年（大正九年）10月1日，全台地方制度大改正，廢十二廳改設五州二廳，該庄改制為「牛肉崎」大字，隸屬於臺南州新營郡番社庄（新制街庄）。
戰後番社庄改制為番社鄉，隸屬於臺南縣，大字亦改制為村。1946年（民國35年）4月1日，番社鄉改名為「東山鄉」。1950年（民國39年）10月25日，雲、嘉、南分治，東山鄉仍隸屬於臺南縣。2010年（民國99年）12月25日，臺南縣、市合併為直轄臺南市，東山鄉改制為東山區，村亦改制為里。

## 聚落
本地區發展較早的聚落有牛肉崎、鬼仔空、三重溪、尪仔上天、滴水仔（現分為外滴水、內滴水）、番仔藔、過溪、番仔厝、土地公崎等，在日治期初期的官方地圖上已有記載。

## 交通
區道南99線是東山至嶺頂的道路，經過本地區東北部邊界地帶。
區道南103線是舊社至坑口的道路，其南側端點（終點）位於本地區中部略偏西南，向北經過牛肉崎聚落。
區道南106線是新吉庄至牛稠仔的道路，經過本地區南部的內滴水聚落。

## 學校
- 水雲國小（已廢校）